# 東ティモールにおけるLGBTの権利
東ティモールのレズビアン、ゲイ、バイセクシャル、トランスジェンダー（LGBT）市民には、非LGBT市民にはない法的課題が存在している。男性間および女性間の性的行為は合法とされているが、同性カップルや、同性カップルを長とする家族に対しては異性間のカップルが享受できる法的保護を得ることができない。

## 同性間の関係性の法的承認
同性結婚やシビル・ユニオンなど同性カップルを法的に認める法制度はまだない。

## 差別保護
性的指向や性同一性に関連した法的保護はない。
東ティモール憲法の草案では性的指向に基づく差別を規制する条項があったが、2002年の憲法成立の過程において議員投票の結果（88票中52票）除外された。